# Oranjestraat (Beusichem)
De Oranjestraat is een oude straat in het Gelderse dorp Beusichem. De straat ligt in het verlengde van de straat Einde en sluit in het zuidoosten aan op de Markt. Ter hoogte van de Zoetzandselaan zit een knik in de straat. Zijstraten aan de noordzijde zijn verder de Esdoornstraat, Achterweg, Condessahof, Nieuwstraat en de Oranjehof. Aan de zuidzijde is verbinding met de Markt.
Handelaren kwamen vroeger per schip over de Lek naar Beusichem. Als ze vanuit het noorden kwamen, staken de rivier per veerpont over. Via de Veerweg, het Einde en de Oranjestraat kwamen ze op de Markt, waar ook tegenwoordig regelmatig een paardenmarkt gehouden wordt. Parallel aan de Oranjestraat ligt de Achterweg. Aan de stratenstructuur in Beusichem en de ligging van de Oranjestraat is duidelijk te zien dat deze straat vanouds een van de belangrijkste wegen van het dorp was.

## Herkomst naam
Waarschijnlijk heeft de Oranjestraat zijn naam gekregen in het jaar 1909, ter gelegenheid van de geboorte van Prinses Juliana. Voor die tijd heette het oostelijke deel van de straat Heerenstraat en het westelijke deel Vinkenbuurt. Aan de Heerenstraat waren wat 'deftiger' en wat statigere huizen te vinden. Ook de pastorie stond aan dit gedeelte van de huidige Oranjestraat. De Vinkenbuurt had wat kleinere woningen.

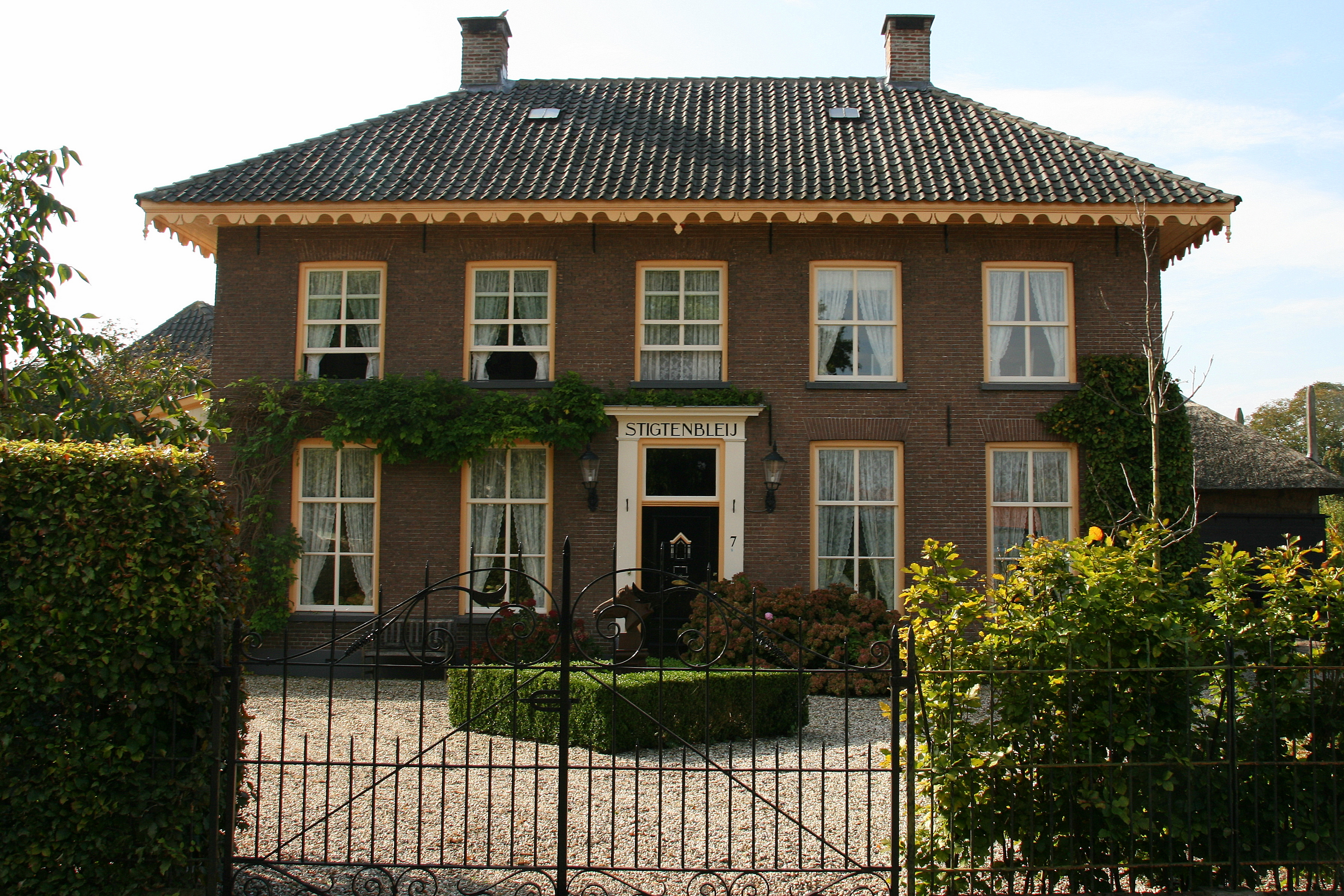
rijksmonument Stigtenbleij

Op het rijksmonument met huisnummer 6 is een gevelsteen aangebracht met de tekst A. de Ronde Schout van Beusichem en Zoelmond legde de eerste steen van dit gebouw den 7e van grasmaand 1801. Het voormalige herenhuis Stigtenbleij, een deftig herenhuis en rijksmonument uit 1865 staat op Oranjestraat 7. Een gevelsteen aan Oranjestraat 4 meldt: De eerste steen gelegd door C.W. van Voorst van Beest oud 6 jaar, Beusichem 25 maart 1893.

## Oranjestraat anno nu
Op dit moment zijn er nog verschillende woningen uit de tijd van de voormalige Heerenstraat en Vinkenbuurt te vinden. Door de straat rijden lijnbussen van Arriva, onder meer in de richtingen Culemborg en Tiel. 